# Leandro Martini
Leandro Damián Martini (La Plata, 19 de febrero de 1974) es un entrenador del fútbol argentino y exjugador que jugó como mediocampista.
Martini es el máximo goleador de Villa San Carlos con 80 goles en 18 temporadas.

## Biografía
Nacido en La Plata, Martini hizo su debut señor con Villa San Carlos en 1991, a los 17 años. Su carrera estuvo principalmente asociada al club, ya que solo estuvo un año fuera del club (en la temporada 1998-99). donde representó a Sacachispas y San Martín de Burzaco.
Martini se retiró con Villa San Carlos en diciembre de 2010, luego de un total combinado de 18 temporadas, más de 400 partidos y 80 goles en representación del club. Después de retirarse, Martini comenzó a trabajar en Gimnasia La Plata como gerente juvenil. El 18 de mayo de 2017, él y Mariano Messera fueron nombrados entrenadores interinos del primer equipo para el resto de la temporada 2016-17 . La dupla volvió a sus roles anteriores después del nombramiento de Mariano Soso como entrenador.
En noviembre de 2020, tras la muerte del técnico Diego Maradona y la renuncia de su asistente Sebastián Ariel Méndez, Martini y Messera fueron nuevamente nombrados interinos. El siguiente 15 de enero, la dupla se convirtió en entrenadores del primer equipo.
En diciembre de 2022 es presentado como entrenador del club Villa San Carlos del torneo de la B Metropolitana.

## Como entrenador
- Actualizado hasta el  9 de octubre de 2023.

| Equipo                      | País      | Desde                   | Hasta                | Historial | Historial | Historial | Historial | Historial | Historial | Historial | Historial |
| Equipo                      | País      | Desde                   | Hasta                | PJ        | PG        | PE        | PP        | GF        | GC        | Dif.      | Efect.    |
| --------------------------- | --------- | ----------------------- | -------------------- | --------- | --------- | --------- | --------- | --------- | --------- | --------- | --------- |
| Gimnasia y Esgrima La Plata | Argentina | 28 de noviembre de 2020 | 29 de agosto de 2021 | 38        | 12        | 12        | 14        | 43        | 46        | -3        | 42.11%    |
| Villa San Carlos            | Argentina | 1 de enero de 2023      | presente             | 32        | 8         | 13        | 11        | 38        | 42        | -4        | 38.54%    |
| Total                       | Total     | Total                   | Total                | 70        | 20        | 25        | 25        | 81        | 88        | -7        | 40.47%    |

#### Estadísticas como técnico
| Equipo                     | Div.                 | Torneo                 | Estadísticas | Estadísticas | Estadísticas | Estadísticas | Estadísticas | Estadísticas | Estadísticas | Estadísticas | Estadísticas |
| Equipo                     | Div.                 | Torneo                 | PJ           | G            | E            | P            | GF           | GC           | DG           | Efectividad  | Puntos       |
| -------------------------- | -------------------- | ---------------------- | ------------ | ------------ | ------------ | ------------ | ------------ | ------------ | ------------ | ------------ | ------------ |
| Gimnasia (LP) Argentina    | 1.ª                  |                        |              |              |              |              |              |              |              |              |              |
| Gimnasia (LP) Argentina    | 1.ª                  | 2016-17                | 6            | 3            | 0            | 3            | 6            | 7            | -1           | 50%          | 9            |
| Gimnasia (LP) Argentina    | 1.ª                  | Copa Argentina 2016-17 | 1            | 0            | 0            | 1            | 0            | 1            | -1           | 0%           | 0            |
| Gimnasia (LP) Argentina    | 1.ª                  | Copa Maradona 2020     | 7            | 3            | 2            | 2            | 8            | 6            | +2           | 52.38%       | 11           |
| Gimnasia (LP) Argentina    | 1.ª                  | Copa Argentina 2019-20 | 2            | 1            | 0            | 1            | 7            | 3            | +4           | 50%          | 3            |
| Gimnasia (LP) Argentina    | 1.ª                  | Copa de LPF 2021       | 13           | 3            | 6            | 4            | 15           | 20           | -5           | 38.46%       | 15           |
| Gimnasia (LP) Argentina    | 1.ª                  | 2021                   | 9            | 2            | 4            | 3            | 7            | 9            | -2           | 37.04%       | 10           |
| Gimnasia (LP) Argentina    | Total                | Total                  | 38           | 12           | 12           | 14           | 43           | 46           | -3           | 42.11%       | 48           |
| Villa San Carlos Argentina | 3.ª                  | Apertura 2023          | 16           | 5            | 7            | 4            | 21           | 17           | +4           | 45.83%       | 22           |
| Villa San Carlos Argentina | 3.ª                  | Clausura 2023          | 16           | 3            | 6            | 7            | 17           | 25           | -8           | 31.25%       | 15           |
| Villa San Carlos Argentina | Total                | Total                  | 32           | 8            | 13           | 11           | 38           | 42           | -4           | 38.54%       | 37           |
| Total en sus equipos       | Total en sus equipos | Total en sus equipos   | 70           | 20           | 25           | 25           | 81           | 88           | -6           | 40.48%       | 85           |